# 朱泮藻

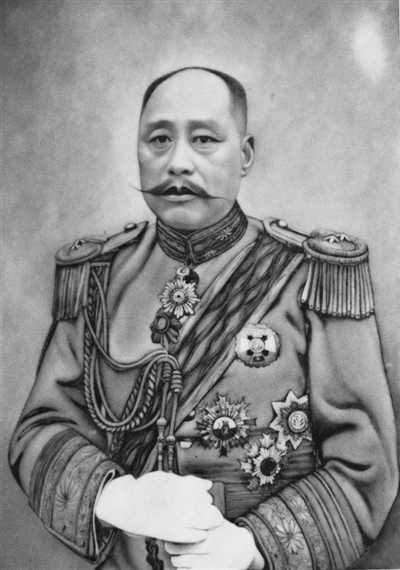

朱泮藻（1875年—1959年）字子芹，山东寿光田柳镇朱家庄子村人。中华民国军事将领。

## 生平
朱泮藻生于一个贫困家庭，幼年丧父，靠母亲挣钱供其念私塾。后毕业于北洋武备学堂。此后历任新建陆军哨长、队官等职务。清朝光绪二十八年（1902年）五月，任北洋常备军（即新练军）右翼（王英楷任翼长）步队第十二营管带。光绪二十九年（1903年），任北洋常备军第一镇（即日后的北洋陆军第二镇，王英楷任翼长）步队第一协（张怀芝任统领）步队第二标统带。光绪三十二年（1906年），任陆军第二镇协统。光绪三十三年（1907年），任陆军第一镇协统。光绪三十四年（1908年）2月，毕业于陆军大学第一期。宣统三年（1911年），任山西巡防中路统领。
中华民国成立后，1912年11月26日，朱泮藻获叙任为陆军少将。12月15日，任晋北中路司令官。1913年7月22日，晋陆军中将，同年11月26日获授二等嘉禾章。同年，任山东都督府参谋长。1915年2月22日，授勋五位。1917年11月，代理烟台镇守使。1918年6月24日，署理烟台镇守使。同年7月3日，出任烟台镇守使，任至1920年5月15日被免职。1922年10月，获授将军府抚威将军。1925年后，任直鲁联军第九军军长、济南戒严司令。1927年2月，加陆军上将衔。1928年，因兵败而去职。1929年4月任胶东剿匪总司令。
抗日战争期间，1938年3月5日，任日本统治下的山东省（省长先后为马良、唐仰杜）鲁西道尹。1940年6月15日，任山东省（省长为唐仰杜）兖济道尹，任至1942年11月30日。
1947年春，朱泮藻从济南回到家乡寿光，同年秋季返回济南。1959年，朱泮藻在济南病逝，享年76岁。